# Доходный дом Демидова (Васильевский остров)
Доходный дом Демидова — памятник архитектуры. Расположен в Василеостровском районе Санкт-Петербурга, современный адрес дома — Большой проспект Васильевского острова, 50.
Дом построен в 1910—1911 годах Г. А. Косяковым и Вл. А. Косяковым. Исходный проект здания скорее относился к северному модерну.
В основе композиции фасада — эркеры (левый — со срезанными углами, на пять этажей, правый — на три этажа, со стеклянными дверями с французскими балконами) и горизонтальные выделенные цветом полосы. Цоколь покрыт цементной горизонтально рустованной штукатуркой, почти весь остальной фасад (три этажа, фасады мансардных художественных мастерских и эркеры) облицован светлой глянцевой плиткой производства П. К. Ваулина и О. О. Гельдвейна, пятый и шестой этажи облицованы красно-малиновой плиткой. Несимметричность фасада отражена и во внутренней планировке: на каждом этаже сделано по две шестикомнатные квартиры, но в левой части здания квартиры больше. Во избежание монотонности и в соответствии с внутренней планировкой ширина оконных проёмов различается. Одно из окон оформлено пышным барельефом с картушами, гирляндами и женскими фигурами, аллегориями материнства и образования.
Дворовые флигели здания в два-три этажа были построены в 1879 году И. А. Цимом для Ф. И. Фирса с включением более ранних построек.
С 1913 по 1942 год в доме жил О. Р. Мунц и затем его дочь, Н. О. Мунц.
В 2019 году дом вошел в перечень 255 многоквартирных домов — памятников архитектуры с особо сложными фасадами, которые предполагается отреставрировать по программе КГИОП «Наследие».